# Magdalena Hŏ Kye-im
Magdalena Hŏ Kye-im (ko. 허계임 막달레나) (ur. 1773 r. w Yongin, Korea – zm. 26 września 1839 w Seulu) – koreańska męczennica, święta Kościoła katolickiego.
Niewiele o niej wiadomo. Mieszkała w Pongchon z rodziną. Jej dzieci zostały katolikami, w przeciwieństwie do jej męża, który nie został ochrzczony. Po aresztowaniu w czasie prześladowań Magdalena Hŏ Kye-im była torturowana. Została ścięta 26 września 1839 w Seulu w miejscu straceń za Małą Zachodnią Bramą razem z 8 innymi katolikami (Sebastianem Nam I-gwan, Julią Kim, Agatą Chŏn Kyŏng-hyŏb, Karolem Cho Shin-ch’ŏl, Ignacym Kim Che-jun, Magdaleną Pak Pong-son, Perpetuą Hong Kŭm-ju i Kolumbą Kim Hyo-im). Spośród jej dzieci z powodu wiary katolickiej stracono Magdalenę Yi Yŏng-hŭi (20 lipca 1839 r.) oraz Barbarę Yi Chŏng-hŭi (3 września 1839 r.)
Dzień jej wspomnienia przypada 20 września (w grupie 103 męczenników koreańskich).
Beatyfikowana 5 lipca 1925 r. przez Piusa XI, kanonizowana 6 maja 1984 r. przez Jana Pawła II w grupie 103 męczenników koreańskich.